# Soldier of Fortune
Soldier of Fortune (En español Soldado de la Fortuna) es un videojuego de disparos en primera persona (FPS) creado por Raven Software y publicado por Activision el 29 de febrero de 2000, para Microsoft Windows. Más tarde se lanzó para PlayStation 2, así como para Dreamcast, mientras que Loki Software también hizo una versión para Linux. Fue relanzado digitalmente en GOG.com el 2 de octubre de 2018, junto con sus dos sucesores. El jugador asume el papel de un mercenario estadounidense mientras recorre el mundo con la esperanza de detener un plan terrorista de armas nucleares.
El videojuego fue notable por sus representaciones realistas de violencia explícita, posibles gracias al motor GHOUL, incluido el desmembramiento de cuerpos humanos. Esta fue la atracción estilística del videojuego y causó una gran controversia, especialmente en la Columbia Británica y Alemania, donde se clasificó como una "película pornográfica" y se incluyó en el Departamento Federal de Medios Dañinos para los Jóvenes, respectivamente. La tecnología crea 26 zonas diferentes en los cuerpos de los enemigos, lo que permite reacciones muy diferentes dependiendo de cuál es el objetivo. La noviolencia también es posible, si el jugador puede apuntar lo suficientemente bien como para desarmar a los enemigos.
El videojuego fue diseñado para ser realista, pero muchos más videojuegos de disparos militares modernos, como Call of Duty, ofrecen un videojuego más realista. El videojuego se desarrolla más a lo largo del motor de Quake II, el id Tech 2, en el que se basó. Durante el desarrollo, se había planeado que el videojuego se realizaría parcialmente en Bosnia, que se usarían armas reales casi exclusivamente y que causar daño afectaría el movimiento y la destreza del jugador.
El videojuego se vendió bien inicialmente y la recepción crítica fue considerablemente positiva. Más tarde se hicieron dos secuelas para el videojuego: SOF2: Double Helix (2002) y Payback (2007). Un MMOFPS titulado Soldier of Fortune Online fue publicado en Corea en el año 2010.

## Argumento
La historia involucra el robo de armas nucleares, y el principal enemigo resulta ser un grupo neofascista afrikáner con sede en Alemania, liderado por el exiliado sudafricano Sergei Dekker. Al comienzo del videojuego, los terroristas roban cuatro armas nucleares de una instalación de almacenamiento en Rusia y las venden a varias naciones. Este es un preludio a la adquisición de armas avanzadas de destrucción masiva por parte de este grupo terrorista. John Mullins, trabajando para un mercenario estadounidense. (El "soldado de la fortuna"), una organización conocida solo como "The Shop", y su compañero, Aaron "Hawk" Parsons, están asignados para evitar que las armas nucleares caigan en las manos equivocadas, y para detener a los terroristas en sus planes. Sus misiones lo llevan a la ciudad de Nueva York, Sudán, Siberia, Tokio, Kosovo, Irak, Uganda, y finalmente a Alemania.

## Jugabilidad
Soldier of Fortune fue conocido por sus representaciones gráficas de las armas de fuego que desmembraron el cuerpo humano. Esta violencia gráfica es la principal atracción estilística del videojuego, al igual que los entornos destructibles de Red Faction o el tiempo de bala de Max Payne. El motor GHOUL permite la representación de la violencia gráfica extrema, en la que los modelos de personajes se basan en partes del cuerpo que pueden soportar daños de forma independiente (zonas de sangre). Hay 26 zonas en total: un disparo en la cabeza con un arma poderosa a menudo hará que la cabeza del objetivo explote, sin dejar nada más que el tocón ensangrentado del cuello; Un disparo de corto alcance al estómago con una escopeta. dejará las entrañas de un enemigo en un lío sangriento, y un disparo en las regiones inferiores hará que las víctimas se aferren a la ingle en agonía durante unos segundos antes de arrodillarse para morir. Es posible disparar las extremidades de un enemigo (cabeza, brazos, piernas) sin dejar nada más que un torso ensangrentado. En la última misión también hay un arma ficticia de microondas, que provoca que los enemigos se fríen o exploten, según el modo de disparo. Sin embargo, la no violencia es una posibilidad, si el jugador hace un buen golpe, es posible disparar el arma de un enemigo de su mano, haciendo que se acurrucen en el suelo para rendirse. El videojuego también vino con opciones protegidas por contraseña para deshabilitar todo el gore e incluso hay una versión del videojuego con la violencia extrema permanentemente bloqueada, titulada Soldier of Fortune: Tactical Low-Violence Version (Soldado de la fortuna: versión táctica de baja violencia).

## Multijugador
En el modo multijugador, hay siete tipos de videojuego: Arsenal, Asesinato, Captura la bandera, Conquistar el búnker, Control, Deathmatch y Realistic Deathmatch.

## Desarrollo
Raven Software adquirió una licencia de la revista mercenaria Soldier of Fortune para producir un videojuego basado en la publicación. El videojuego se construyó alrededor de una versión modificada del motor de videojuego de Quake II. Fue el primer videojuego en utilizar el motor de modelo de daño GHOUL desarrollado por Raven Software. Esto introdujo la capacidad de desmembrar enemigos en combate, aumentando el realismo del videojuego. Las versiones mejoradas del sistema GHOUL se usaron posteriormente en otros títulos de Raven, como Soldier of Fortune II: Double Helix y Star Wars Jedi Knight II: Jedi Outcast.
Originalmente, se suponía que el videojuego era mucho más realista, con armas en su mayoría reales, y los jugadores que recibían daño impedirían su movimiento y destreza, dependiendo de dónde y cuántas veces fueran golpeados. En 1998 (antes de la guerra de Kosovo) se suponía que el videojuego también se basaba parcialmente en Bosnia en lugar de Kosovo.
El videojuego es AMD Eyefinity validado.

## Recepción
Según PC Data, una empresa que rastreaba las ventas en los Estados Unidos, Soldier of Fortune vendió 100,919 unidades en noviembre de 2000.
Soldier of Fortune fue elogiado por ser un juegos de disparos sólido y entretenido, con uno de los mayores elogios del videojuego por su representación gráfica de la sangre y la violencia, que tanto los defensores como los detractores consideran más realistas que la mayoría de los videojuegos de disparos en primera persona.
La reacción crítica fue positiva, con la calificación promedio de GameRankings de 82.30% para la versión para PC. Sin embargo, la recepción de la versión Dreamcast fue menos entusiasta, con una calificación promedio de 71.06% (los revisores criticaron los tiempos de carga, que eran frecuentes y extremadamente largos).

### Controversia sobre violencia
En el año 2000, luego de recibir una queja de un miembro del público sobre el contenido explícito del videojuego, la Oficina de Clasificación de Películas de la Columbia Británica investigó y decidió que la violencia, la sangre y los actos de tortura no eran adecuados para personas menores de 18 años. En una decisión controvertida, el videojuego fue calificado como una "película para adultos" y fue calificado como una película pornográfica. En Alemania, el videojuego se incluyó en la Lista de índices del Departamento federal para medios perjudiciales para los jóvenes.

## Legado
Soldier of Fortune es considerado por muchos como un clásico del género de disparos en primera persona.
Soldier of Fortune fue lanzado en CD. GOG.com relanzó este videojuego junto a sus dos sucesores digitalmente el 1 de octubre de 2018.

### Secuelas
Basado en su éxito, Raven Software y Activision más tarde publicaron Soldier of Fortune II: Double Helix en 2002, basado en el motor Quake III: Team Arena. Inicialmente lanzada para Windows, la secuela fue posteriormente portada a la Xbox.
Un tercer videojuego de la serie, Soldier of Fortune: Payback fue realizado por Cauldron HQ y lanzado el 14 de noviembre de 2007.
Un MMOFPS basado en la serie, Soldier of Fortune Online fue publicado en Corea por Dragonfly y se publicó en una Beta cerrada el 12 de agosto de 2010 y finalizó el 16 de agosto de 2010.